# Cerro Santa Ana (Portuguesa)
El Cerro Santa Ana y su ladera sur, el Cerro Moroturo (1.352 m s. n. m.) y el Cerro Mosquitero (929 m s. n. m.), forman parte de una formación de montaña ubicada en una exclusiva región natural al norte de Portuguesa, a poca distancia al oeste de Acarigua, en el occidente de Venezuela. A una altitud promedio de 1.400 m s. n. m., el Cerro Santa Ana y los picos que lo rodean son unas de las montañas más altas en Portuguesa.

## Ubicación
El Cerro Santa Ana es el punto más elevado de «Fila Alta», ubicado en el extremo sudeste del parque nacional El Guache y rodeado de los poblados rurales de Moroturo, Santa Rosa de Guache, Hacha, Santa Ana, Sanarito, La Laguna, San Bartolo, Santa Bárbara, Palmarito, Jobillal, y Guache de Garabote, todos ubicados dentro de los límites del parque.
En la misma fila de montaña y hacia el sur del Cerro Santa Ana está el Cerro Moroturo, mientras que hacia el este, en dirección a Acarigua, está el Cerro Negro.

## Geología
El Cerro Santa Ana se encuentra en el corazón de una formación geológica del Maastrichtiense-Paleoceno, conocida como Formación «Río Guache», parte del «Complejo de Morador». La zona posee una geología que consiste esencialmente en sedimentos tubidíticos, con una típica estratificación de flysch y un notable contenido de rocas ígneas detríticas.
Aunque se han descubierto foraminíferos en el sedimento, incluyendo Lockeia y ostrácodos mal preservados, no se ha reportado la presencia de fósiles sobre el Cerro Santa Ana ni sus alrededores.